# Santa Cruz del Sur
Koordinaten: 20° 43′ N, 77° 59′ W
Santa Cruz del Sur ist ein Municipio und eine Hafenstadt in der kubanischen Provinz Camagüey.

## Geographie
Santa Cruz del Sur befindet sich im Süden der Provinz Camagüey und liegt an der Küste zum Karibischen Meer.
Aufgeteilt ist die Gemeinde in die Barrios Buenaventura, Doce Leguas, El Junco, Gonzalo de Quesada, Guaicanamar, Playa Bonita, La Calzada, Guayabal, San Pedro und Yaguabo.

## Geschichte
Die Stadt wurde durch den Kuba-Hurrikan im November 1932 zerstört. Wenige Stunden nach Sonnenaufgang verschwand die Stadt in den Fluten.
Über 3.000 ihrer Einwohner ertranken oder wurden das Opfer umherfliegender Trümmerteile. Der Grund, weshalb die Stadt trotz der Bedenken vieler Fischer, die die nahende Katastrophe zu spüren schienen, nicht evakuiert wurde, wurde nie geklärt. Anfangs ging man jedenfalls davon aus, dass der Sturm einen östlichen Kurs nehmen würde. Als dann schließlich die Meldung über eine Bedrohung der Stadt im Ort eintraf, stand dieser bereits teilweise unter Wasser. Ein Zug, der eigentlich zur Evakuierung der Bevölkerung gedacht war, erreichte sein Ziel nicht.
Die Augenzeugen dieses Tages beschrieben später furchtbare Szenen. So habe nicht nur der über 200 km/h starke Wind und das ansteigende Wasser Menschenleben gefordert. "Wir hörten Menschen in ihren Häusern schreien, bis das Wasser ihre Stimmen plötzlich ertränkte", zwei riesige Wellen "brüllend wie Löwen", schwemmten Holzstücke und andere Überbleibsel der Stadt hinweg, und sogen Leichen wie auch noch lebende Menschen mit auf das offene Meer.

## Demographie
2004 zählte die Gemeinde Santa Cruz del Sur 51.335 Einwohner. Mit einer Gesamtfläche von 1122 km² besitzt die Stadt eine Bevölkerungsdichte von 45,8 Einwohner/km².

## Söhne und Töchter
- Leoni Torres (* 1977), Liedermacher, Sänger, Komponist und Produzent